# فرانك كروفورد
فرانك كروفورد (بالإنجليزية: Frank Crawford)‏ هو مدرب رياضي أمريكي، ولد في 12 مارس 1870 في كوليبروك في الولايات المتحدة، وتوفي في 25 نوفمبر 1963.